# 陸人龍
陆人龙，字君翼，别号平原孤愤生，是明朝万历至崇祯末年的小说撰写者、评点者、刊刻者，来自浙江钱塘县。他在书中的提名有“钱塘陆人龙君翼甫”、“钱塘君翼陆人龙”、“钱塘陆人龙”、“钱塘陆君翼”。
陆人龙幼年丧父，由嫡母和生母扶养成人，参与其兄翠阁主人陆云龙的活动。他们如熊大木、余象斗一样，出版、选评小说。其兄弟编撰的作品主要有《型世言》《魏忠贤小说斥奸书》《辽海丹忠录》。他以平原孤愤生的笔名撰写长篇小说《辽海丹忠录》，又以陆人龙本名撰写《型世言》。1987年，《型世言》被法籍华人教授陈庆浩发现于韩国奎章阁。此外，陆人龙还刊刻了《禅真后史》《清夜钟》《翠娱阁评选皇明十六名家小品》。陆人龙还撰有《翠娱阁评选行笈必携》中的《格言序》。《词菁》和《小札简》都署名“陆人龙君翼父较定”，《四六俪》则署名陆人龙“参阅”。